# Бородатые мангобеи
Бородатые мангабеи (лат. Lophocebus) — род приматов из семейства мартышковых (Cercopithecidae). Обитают в Западной Африке. Кожа чёрная, включая веки. На голове хохолок. Род мангабеи (Cercocebus) считался синонимом этого рода, однако выяснилось, что бородатые мангобеи ближе к павианам из рода Papio, тогда как Cercocebus ближе к мандрилам. В 2006 году из рода Lophocebus был выделен новый род, Rungwecebus.

## Виды
Выделяют 6 видов:
- Lophocebus albigena Gray, 1850 — Гривистый мангабей
- Lophocebus aterrimus Oudemans, 1890 — Чёрный мангобей
- Lophocebus johnstoni Lydekker, 1900
- Lophocebus opdenboschi Scouteden, 1944
- Lophocebus osmani Groves, 1978
- Lophocebus ugandae Matschie, 1912